# Aleutiska lågtrycket
Det aleutiska lågtrycket är ett semipermanent lågtryck som är stationerat vid cirka 50 graders nordlig latitud över Aleuterna under det norra halvklotets vinter. Det aleutiska lågtrycket är ett viktigt lågtryckscentrum som påverkar klimatet i omgivande regioner, som exempelvis nordamerikas västkust. Lågtrycket skapas av temperaturskillnaden mellan norra delarna av Stilla havet och de närliggande kontinenterna.